# Segerseni
Segerseni var en forna egyptisk eller nubisk hövding i Nubien, Han var troligen aktiv under perioden mellan 11:e och 12:e dynastin under det tidiga Mellersta kungariket.

## Skrifter
Segerseni omnämns på en eller två stenristningar som upptäckts i Umbarakab (Khor-Dehmit) i nedre Nubien. Segersenis tronnamn är fortfarande oklart eftersom ristningarna är grovt snidade och de har vittrat sönder över tidens gång. Tronnamnet kan vara Menkhkare eller Wadjkare, Menkhkare anses mer sannolikt En av Segersenis inristningar talar om ett möjligt krig ett i den oidentifierade regionen Persenbet.
Segerseni står inte med på någon av de egyptiska kungalistorna.

## Biografi
Segerseni verkar ha använt sig av samma titlar som periodens kungar av Egypten men det finns inga bevis för hans existens utanför de inristningar som hittats i Nubien. Han var därmed sannolikt en tronpretendent till den egyptiska eller nubiska tronen som hade nedre Nubien som sin bas under en politiskt orolig tid så som första eller andra mellantiden alternativt maktskiftet mellan den 11e och 12e dynastin. Perioden mellan 11e och 12e dynastin har av egyptologer ansetts som mer sannolikt då både Mentuhotep IV av 11e dynastin och Amenemhet I av 12e dynastin hade problem med att erkännas som legitima kungar.
Det är känt att Amenemhet I skickade Khnumhotep I, en trogen guvernör av Meh-Mahetch (den 16:e nomen i Övre Egypten ) vid Elephantine, till Nubien för att utplåna det sista motståndet mot honom där, men vem som var ledare för detta motstånd är dock okänt. Att säga att det var Segerseni vore ren gissning, åtminstone två andra härskare (Iyibkhentre och Qakare Ini) var baserade i Nubien under perioden och båda kan ha gjort anspråk på den egyptiska tronen. Huruvida Segerseni (om han levde samtidigt) hade någon form av relation till dem är okänt och om det var han som ledde motståndet i Nubien kan han ha stridit för dem, sitt eget nubiska rike eller för kung Mentuhotep IV av Egypten. Han kan även ha stridigt om Nubiens tron då Nubien blivit självständigt cirka 40 år innan han antas ha levt.